# 魏兆融
魏兆融（1911年—？），男，直隶（今河北）乐亭人，中华人民共和国政治人物，曾任内蒙古自治区政协副主席，第三届全国人大代表，第五届全国政协委员。